# 더 기프티드
《더 기프티드》(영어: The Gifted)는 2017년부터 2019년까지 방영된 미국의 SF 드라마이다. 맷 닉스가 제작을 총괄했다. 스티븐 모이어, 에이미 애커, 숀 틸, 제이미 정, 코비 벨, 에마 듀몬트, 블레어 레드퍼드가 출연했다.

## 출연진

### 주연
- 스티븐 모이어 - 리드 스트러커
- 에이미 애커 - 케이틀린 스트러커
- 숀 틸 - 마르코 디아스 / 이클립스
- 제이미 정 - 클러리스 펑 / 블링크
- 코비 벨 - 제이스 터너
- 에마 듀몬트 - 로나 데인 / 폴라리스
- 블레어 레드퍼드 - 존 프라우드스타 / 선더버드
- 내털리 앨린 린드 - 로런 스트러커
- 퍼시 하인스 화이트 - 앤디 스트러커

### 조연
- 엘리나 사틴 - 드리머

### 단역
- 스탠 리(카메오)